# Departamento de Ambato
Departamento de Ambato är en kommun i Argentina.   Den ligger i provinsen Catamarca, i den norra delen av landet, 1 000 km nordväst om huvudstaden Buenos Aires. Antalet invånare är 4 525. Arean är 1,8 kvadratkilometer.
Terrängen i Departamento de Ambato är kuperad åt nordost, men åt sydväst är den platt.
I omgivningarna runt Departamento de Ambato växer i huvudsak lövfällande lövskog. Runt Departamento de Ambato är det mycket glesbefolkat, med 2 invånare per kvadratkilometer.